# Xantolis assamica
Xantolis assamica är en tvåhjärtbladig växtart som först beskrevs av Charles Baron Clarke, och fick sitt nu gällande namn av Pieter van Royen. Xantolis assamica ingår i släktet Xantolis och familjen Sapotaceae.
Artens utbredningsområde är Assam (Indien). Inga underarter finns listade i Catalogue of Life.